# Fibronit
Cementifera Fibronit acronimo di "Fabbrica Italiana Broni Tubi" era un'azienda produttrice di elementi per l'edilizia in amianto che produsse manufatti in cementoamianto negli stabilimenti di Broni (Pavia) dal 1932 al 1994 e a Bari dal 1935, secondo produttore in Italia alle spalle dell'Eternit. Per molti anni è stata tra le prime 35.000 principali imprese europee.

## Il problema eternit
Gli stabilimenti della società, che ha interrotto la sua attività nel 1985, sono diventati una discarica di amianto a cielo aperto: nel 2011 erano presenti 300 m² di eternit ancora in azienda e da bonificare.
Nel 2005 il suolo (circa 100.000 m², 39.000 dei quali sono coperti da edifici industriali e magazzini) era stato destinato alla bonifica e alla trasformazione in un parco, il Parco della Rinascita, voluto dall'Associazione Esposti all'Amianto (AEA), dal Comitato Cittadino "Fibronit" e dalle amministrazioni comunali, ma nel 2011 il Tar di Bari ha bloccato la bonifica, bloccando di fatto anche l'istituzione del parco.
Nell'ottobre 2016 si sono avviate infine le operazioni di demolizione. Le ruspe hanno cominciato ad abbattere i capannoni all'interno di tensostrutture di confinamento necessarie a evitare la dispersione nell'aria di fibre in amianto. A novembre 2017 è stato abbattuto il secondo capannone. Il completamento della bonifica è terminato nel 2018.

## L'inchiesta
L'amianto del cementificio ha causato direttamente la morte di 180 dipendenti e nel corso degli anni circa 700 persone hanno perso la vita, con una media di 40 vittime all'anno, spesso per mesotelioma. I residui dell'amianto presenti ancora nello stabilimento prima della bonifica, avrebbero potuto mettere in pericolo la salute dei 40.000 abitanti del quartiere Japigia, dove si trovava la fabbrica in stato d'abbandono.
La Procura di Voghera ha aperto un fascicolo giudiziario da 80.000 pagine sul caso Fibronit. Nel 2011 il sostituto procuratore Giovanni Benelli ha chiesto la chiusura della maxi-inchiesta con l'accusa di "disastro doloso, omissione dolosa delle norme antinfortunistiche, omicidio colposo plurimo e lesioni colpose" nei confronti dei 10 ex amministratori indagati.

## La Fibronit nei media
Nel 2010 sono iniziate le riprese del documentario La fabbrica della morte, per la regia di Vito Palumbo e Michele Sforza, mentre la Repubblica nel novembre 2011 si è occupata con un'inchiesta di questo caso.